# Andjelko Djuričić
Andjelko Djuricic (en serbe en écriture cyrillique : Анђелко Ђуричић ; en serbe latin : Anđelko Đuričić), né le 21 novembre 1980 à Pančevo en Yougoslavie (auj. en Serbie), est un footballeur international serbe, qui évolue au poste de gardien de but.

## Biographie
Lors de la saison 2009-2010, il joue 26 matchs en 1re division portugaise avec l'União Leiria.